# جورج تي. مانينغ
جورج تي. مانينغ هو سياسي أمريكي، ولد في 30 مايو 1908، وتوفي في 1 ديسمبر 1956 بسبب سرطان. نشط حزبياً في الحزب الجمهوري. وقد انتخب عضو جمعية ولاية نيويورك ‏ وانتخب عضو مجلس ولاية نيويورك ‏.